# St. Pauli-Elbtunnel
De St. Pauli-Elbtunnel, ook wel Alter Elbtunnel genoemd, is een tunnel uit 1911 voor het verkeer onder de Elbe in het centrum van de Duitse stad Hamburg.
Op 22 juli 1907 startte de Duitse aannemer Philipp Holzmann met de bouw. De werkzaamheden stonden onder het toezicht van Otto von Stockhausen. Omdat de tunnel onder water werd aangelegd was tijdens de bouw overdruk in de werkkamers onder de rivier noodzakelijk. Voor de arbeiders was dit niet altijd goed en bij een snelle drukverandering kon de caissonziekte optreden. Tijdens de bouw overleden drie arbeiders hieraan en 74 werknemers kregen aanzienlijke gezondheidsproblemen. Bij de bouw waren zo’n 4400 arbeiders betrokken. Op 7 september 1911 werd de tunnel voor het verkeer geopend. De totale bouwkosten waren 10,7 miljoen goudmark.
De tunnel is bijna 450 meter lang en de bodem ligt 24 meter onder het maaiveld. Er zijn twee tunnelbuizen elk met een diameter van zes meter. Het ligt tussen het stadscentrum en de werven en kades ten zuiden van de Elbe. Het betekende voor de vele havenarbeiders een aanzienlijke verkorting van de reistijd. Schepen met een diepgang van meer dan 10 meter kunnen de tunnel niet passeren.
Om de tunnelbuizen te bereiken zijn er aan beide zijden van de rivier vier liften geïnstalleerd. De liften brengen voetgangers, fietsers en auto’s van het maaiveld naar de tunnel en terug. De kleine diameter van de buizen en het gebruik van de liften zorgt voor een bescheiden capaciteit voor het verkeer.
De tunnel is gedurende het gehele jaar gratis toegankelijk voor voetgangers en fietsers. Motorvoertuigen kunnen alleen van maandag tot en met vrijdag tussen 8 uur en 18 uur van de tunnel gebruik maken. Voor de voertuigen gelden maximale afmetingen, de spoorbreedte mag niet meer dan 1,9 meter zijn en de voertuigen ook niet hoger dan 3,4 meter.

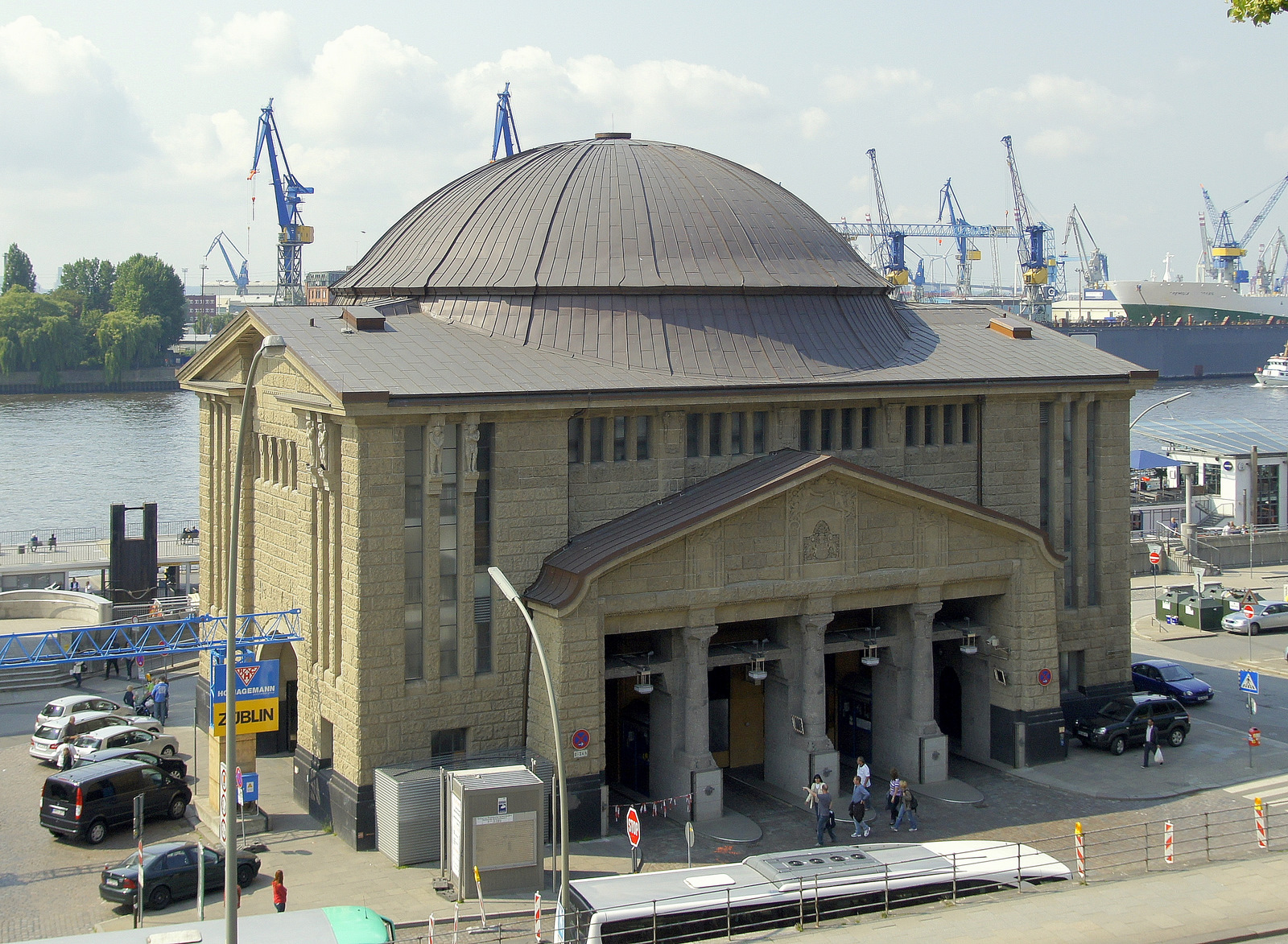
Noordelijk entrée naast de St. Pauli-Landungsbrücken
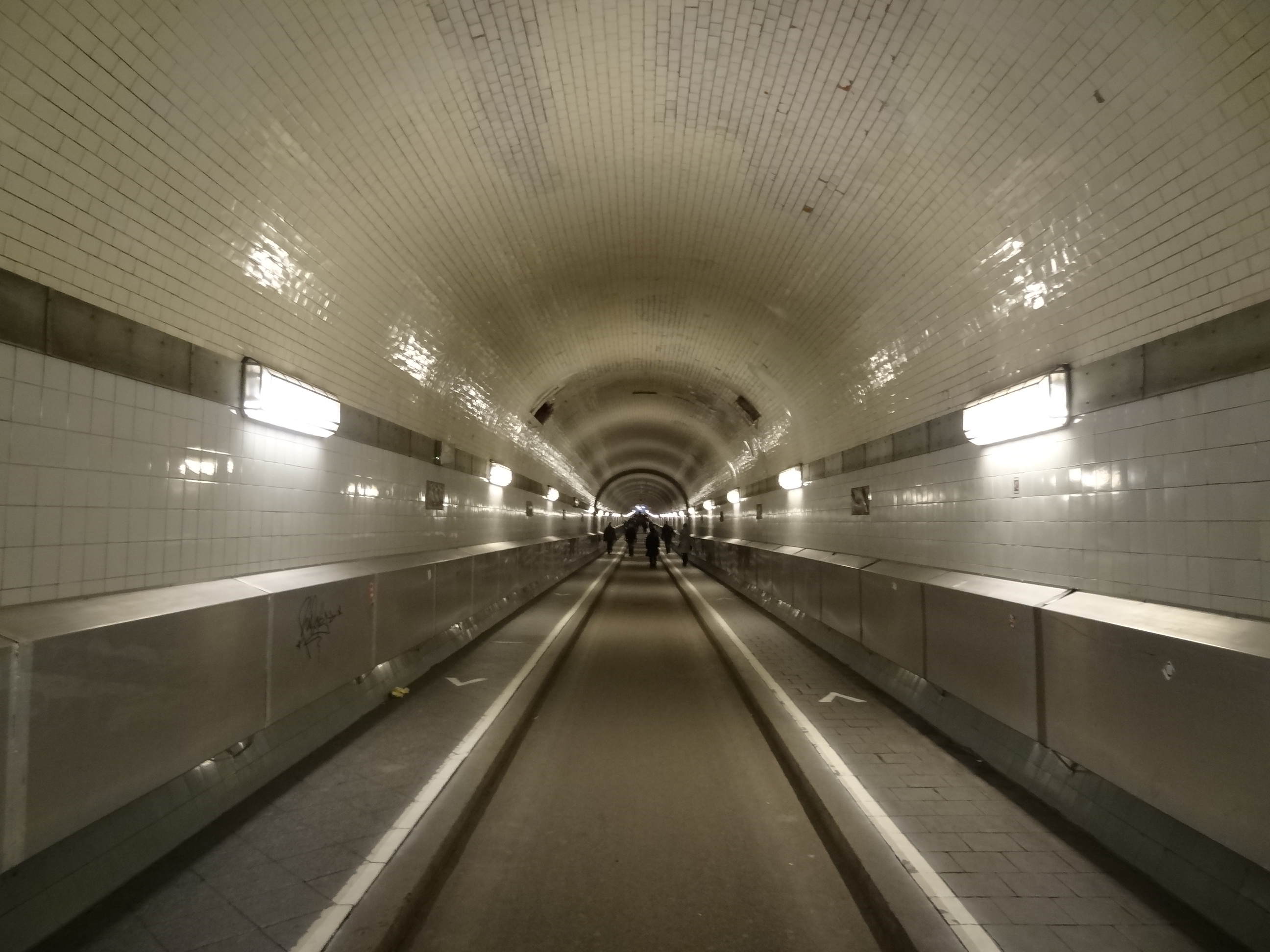
Een tunnelbuis
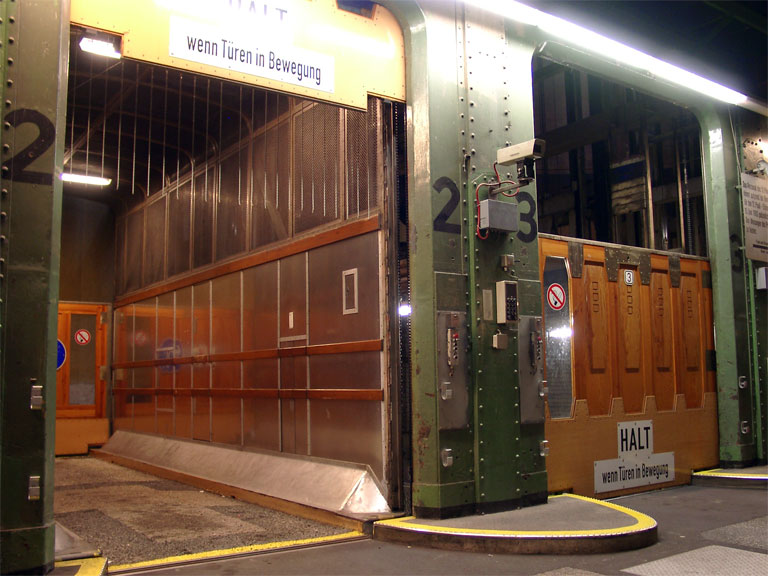
Voertuigenlift
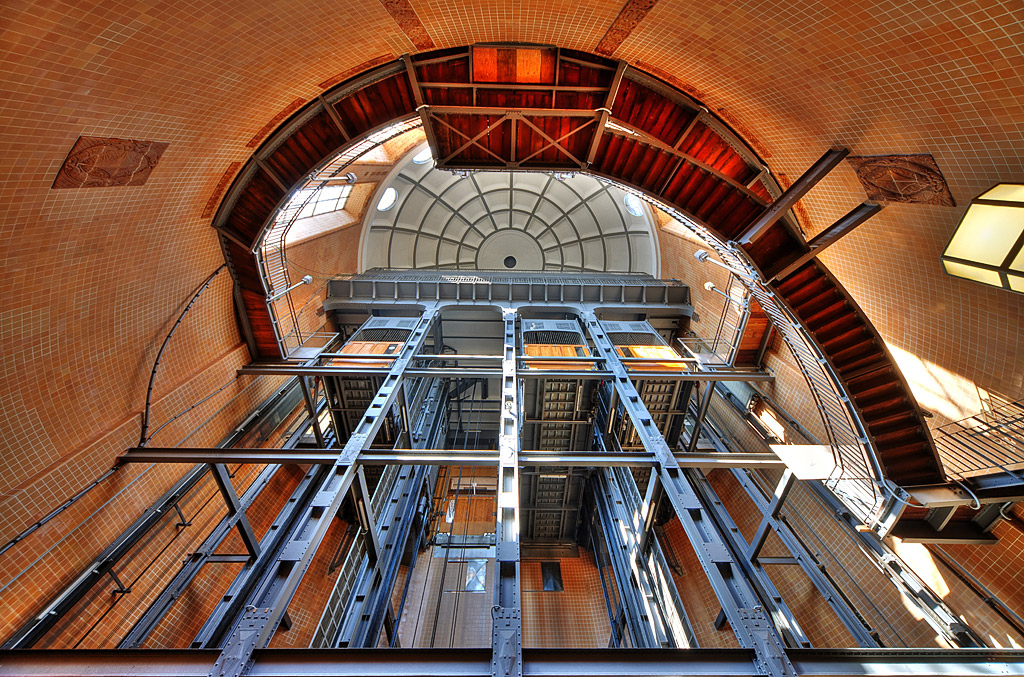
Lift gezien vanaf de tunnel
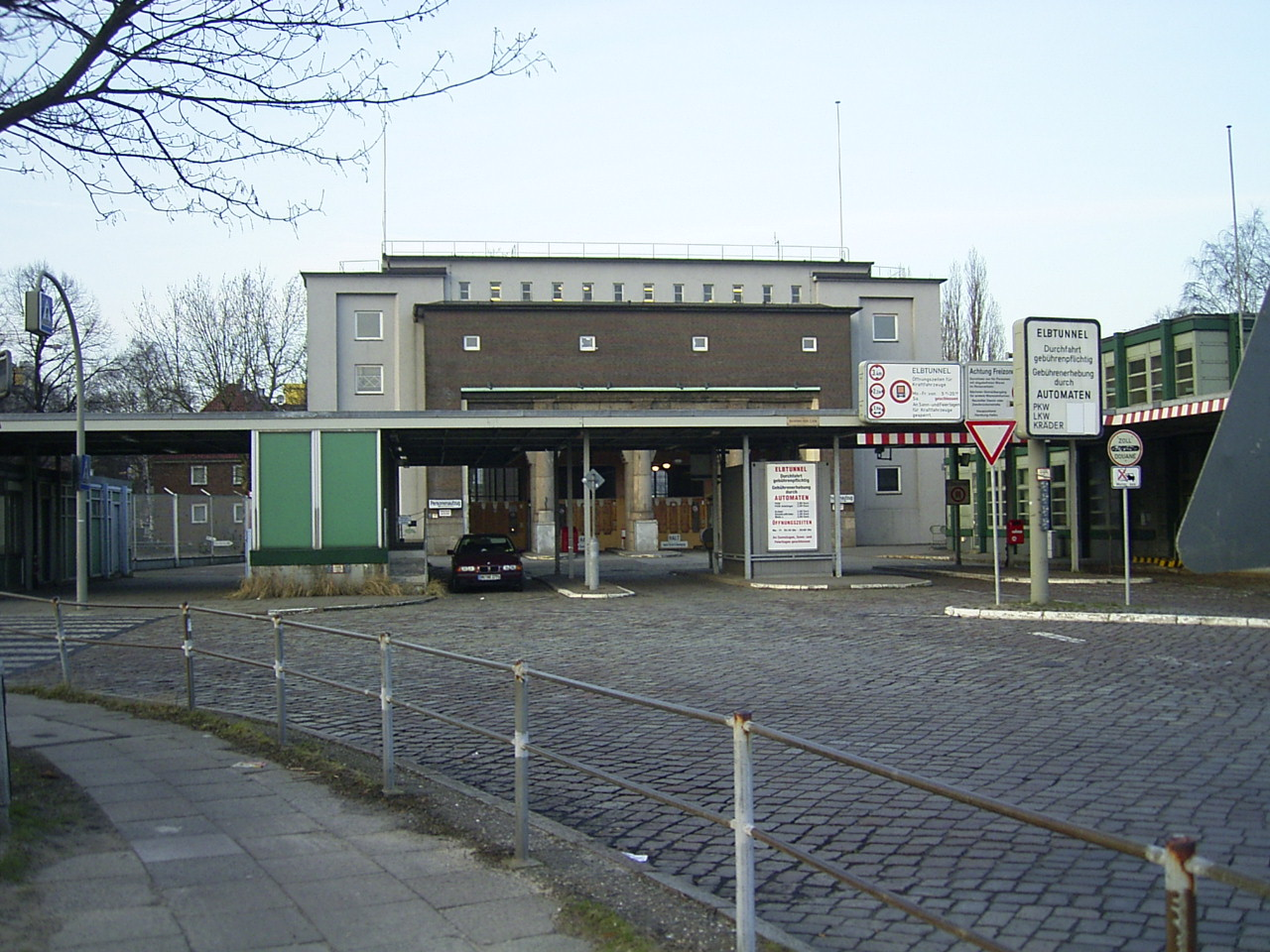
De toegang in Hamburg-Steinwerder
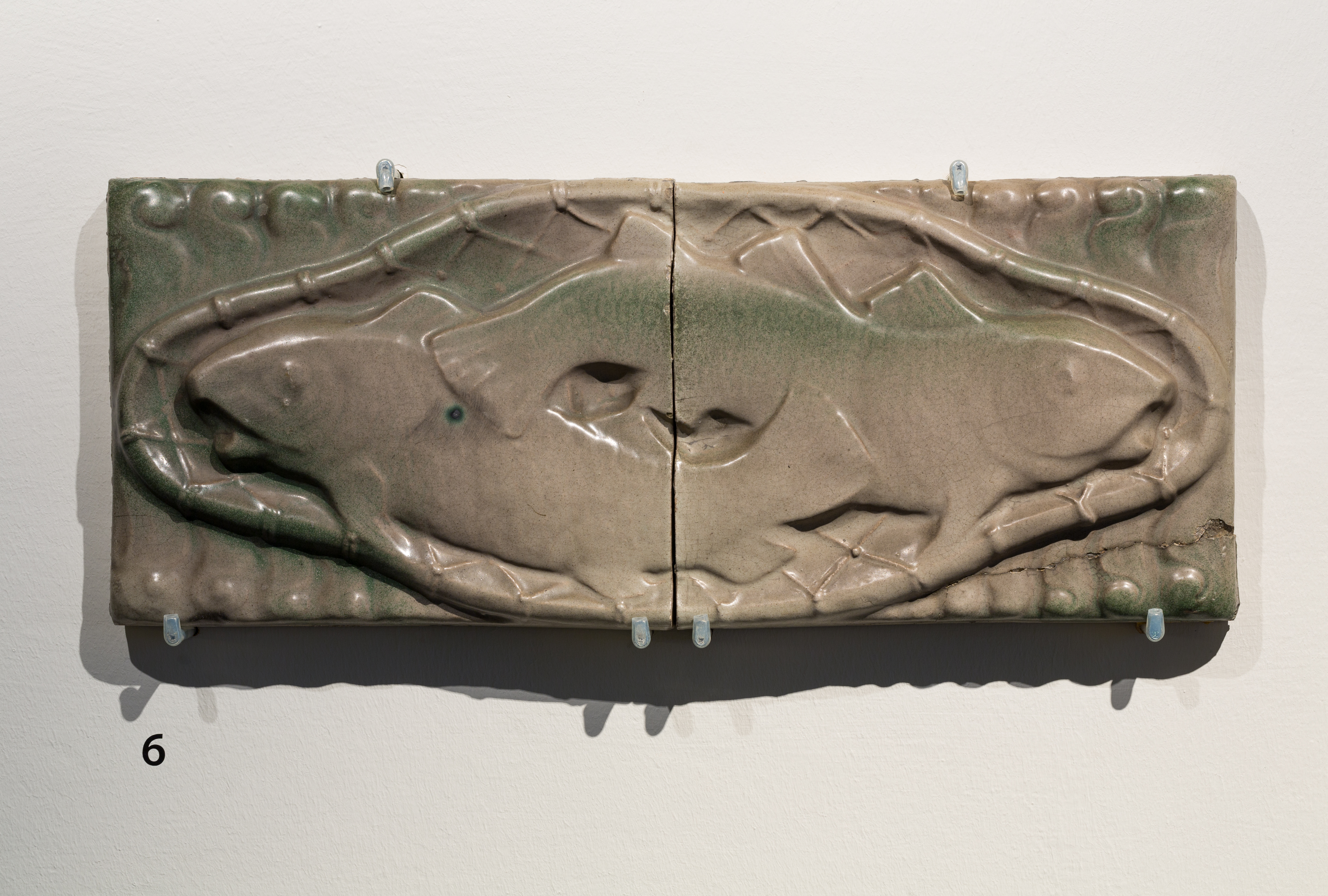
Tunneltier: tegelreliëf, vroeger aanwezig in de Elbtunnel
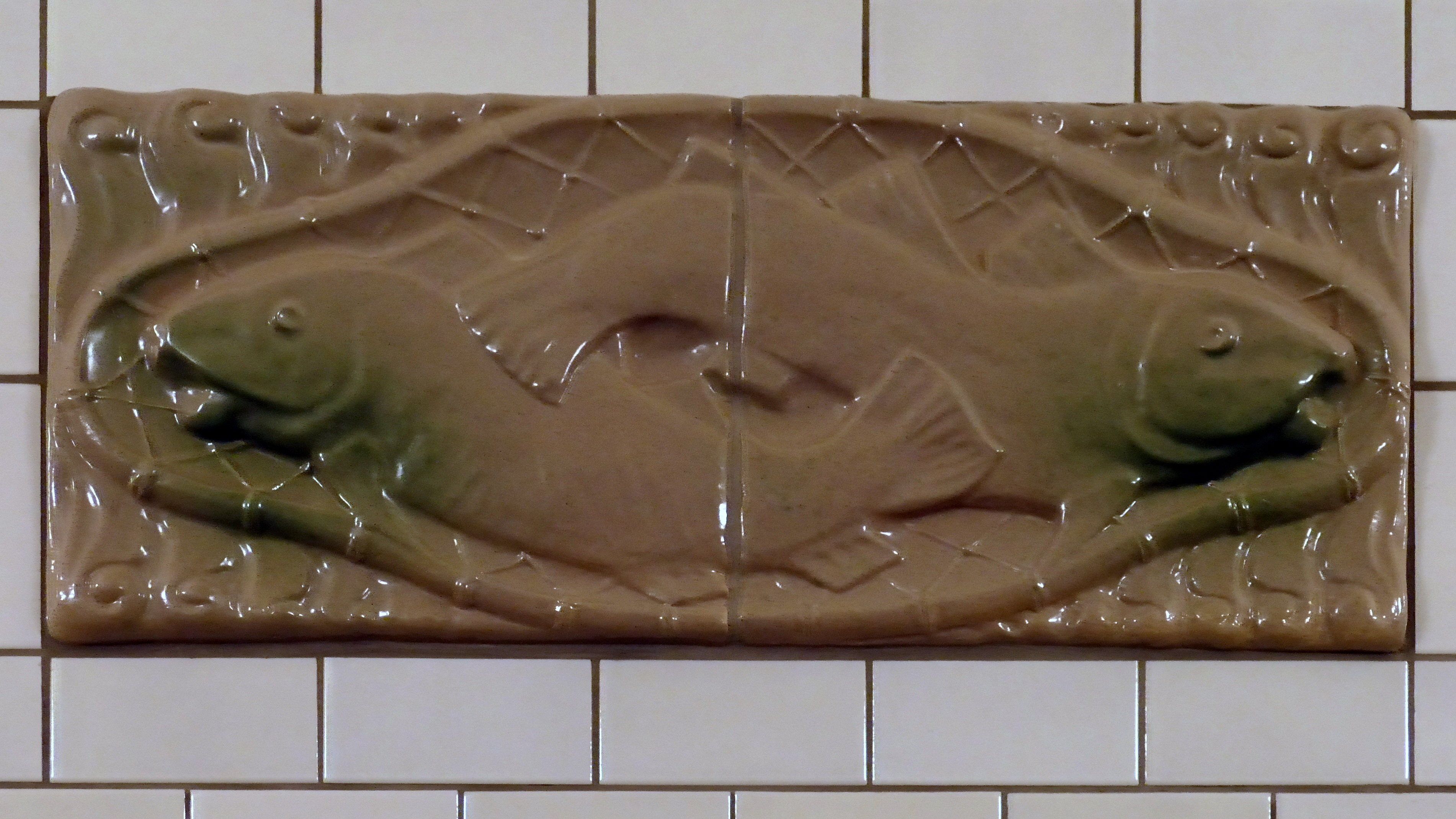
De in de tunnel aangebrachte kopie van het voorgaande reliëf

In 1975 kwam een nieuwe Elbetunnel in de autosnelweg A7 gereed met een aanzienlijk grotere capaciteit.

## Marathon
Vanaf 2000 wordt ieder jaar in januari de Elbtunnel-Marathon gehouden. Vanwege de beperkte ruimte in de tunnel kunnen maximaal 280 deelnemers meedoen.

## Naslagwerken
- (de)  Hans Jürgen Witthöft: Der Alte Elbtunnel. Ein schönes Stück Hamburg. Geschichte und Geschichten. Koehlers Verlagsgesellschaft, Hamburg 2011, ISBN 978-3-7822-1044-7.
- (de)  Hein Schlüter: Faszination St. Pauli Elbtunnel: Vom technischen Meisterwerk zu Hamburgs einzigartigem Kulturgut. Edition Stadtpark, Hamburg 2012, ISBN 978-3-00-036181-4.